# 玉溪镇 (重庆市)
玉溪镇，是中华人民共和国重庆市潼南区下辖的一个乡镇级行政单位。

## 行政区划
玉溪镇下辖以下地区：
玉溪镇社区、青石村、新田村、书房村、双龙村、金堆村、五通村、鹫台村、回龙村、大龙村和曹家村。